# Жигалов, Максим Олегович
Максим Олегович Жигалов (род. 26 июля 1989 года, пос. Степной Сузакского района Чимкентской области) — российский волейболист, диагональный, чемпион Европы (2017).

## Спортивная карьера
Максим Жигалов начинал заниматься волейболом с 12 лет в ДЮСШ-6 г. Ташкента под руководством тренера Владимира Алексеевича Серафимова. На старте карьеры играл в чемпионате Узбекистана. В декабре 2007 года при содействии Серафимова отправился на просмотр в «Локомотив-Белогорье» и с февраля 2008 года начал выступления за третью команду белгородской клубной системы в первой лиге чемпионата России. В сезоне-2009/10 играл за «Локомотив-Белогорье»-3 в высшей лиге «Б» и дебютировал за основную команду, приняв участие в полуфинальной и финальной сериях Суперлиги.
По ходу следующего сезона молодой леворукий диагональный уверенно заменил в стартовом составе «Локомотива-Белогорье» травмированного Станислава Динейкина и стал одним из открытий плей-офф. В августе 2011 года Максим получил вызов от Владимира Алекно в национальную сборную, первый официальный матч за неё провёл 12 сентября в Карловых Варах на чемпионате Европы.
В сезоне-2011/12 Жигалов являлся основным диагональным «Белогорья». В марте 2012 года после вылета команды из плей-офф чемпионата Суперлиги усилил состав молодёжного коллектива «Белогорье-Локомотив», завоевал с ней золото первого розыгрыша Молодёжной лиги и был удостоен приза лучшему подающему финального турнира.
В 2013 году Максим Жигалов выиграл с «Белогорьем» титул чемпиона России и вновь был вызван в сборную. Он сыграл под руководством Андрея Воронкова в трёх матчах интерконтинентального раунда Мировой лиги, после чего присоединился к студенческой сборной и в её составе стал победителем Универсиаде в Казани. В финальном матче против сборной Польши Жигалов набрал за три партии 19 очков и получил приз MVP соревнования.
В мае 2014 года Максим Жигалов не прибыл на сбор национальной команды в Новогорск без уважительной причины. В июле в отношении спортсмена была применена дисквалификация сроком на шесть месяцев и два года условно. Во время вынужденного перерыва в карьере он занимался восстановлением после травмы плеча, 7 декабря вернулся к выступлениям за «Белогорье» в чемпионате России.
Летом 2015 года Максим Жигалов стал бронзовым призёром Европейских игр и завоевал вторую за карьеру золотую медаль Универсиады. В клубном сезоне-2015/16 выступал на правах аренды за кемеровский «Кузбасс». По итогам чемпионата России занял второе место в рейтинге самых результативных игроков. В июне 2016 года вернулся в «Белогорье».
В сентябре 2017 года в составе сборной России стал победителем чемпионата Европы в Польше. Чаще всего выходил на подачу в концовках партий, подменяя кого-нибудь из центральных блокирующих. При этом подал 29 раз, сделав 8 эйсов и всего 6 ошибок.
В феврале 2018 года Максим Жигалов перешёл из «Белогорья» в новосибирский «Локомотив» в обмен на Георга Грозера, а в июне стал игроком польского клуба «Чарни» из Радома. После возвращения в Россию провёл по одному сезону за московское «Динамо», новоуренгойский «Факел» и сосновоборское «Динамо-ЛО».
В конце 2022 года перешёл в китайский клуб «Тяньцзинь Бохай Банк», а спустя месяц — в «Шабаб Аль-Ахли» (Дубай), в составе которого выиграл бронзу чемпионата ОАЭ. В сезоне-2023/24 выступал за катарскую команду «Полис» (Доха) и стал самым результативным игроком местного чемпионата. В марте 2024 года также провёл 3 матча за южнокорейский «Эйр Джамбос» из Инчхона и помог ему выиграть финальную серию национального первенства. В сезоне-2024/25 выступал за «Аль-Наср» из Дубая и вновь за «Эйр Джамбос», а в начале 2025 года перешёл в другой южнокорейский клуб — «Самсунг Блюфангс» (Тэджон).

## Достижения

### В клубной карьере
- Чемпион России (2012/13), серебряный (2009/10, 2014/15) и бронзовый (2010/11, 2013/14) призёр чемпионата России.
- Обладатель Кубка России (2012, 2013), бронзовый призёр Кубка России (2014, 2016).
- Обладатель Суперкубка России (2013).
- Чемпион Молодёжной лиги (2011/12).
- Победитель Лиги чемпионов (2013/14).
- Бронзовый призёр чемпионата ОАЭ (2022/23).
- Чемпион Южной Кореи (2024).

### Со сборными России
- Чемпион Европы (2017).
- Победитель Универсиады (2013, 2015).
- Бронзовый призёр Европейских игр (2015).

### Индивидуальные призы
- Лучший подающий финала Молодёжной лиги (2012).
- MVP турнира на Универсиаде в Казани (2013).
- Лучший бомбардир чемпионата Катара (2023/24): 384 очка в 18 встречах при 52% реализации атак.

## Награды
- Почётная грамота Президента Российской Федерации (19 июля 2013 года) — за высокие спортивные достижения на XXVII Всемирной летней универсиаде 2013 года в городе Казани[15].